# Radzewo (Tychowo)
Radzewo (deutsch Louisenhof) ist eine Ortschaft in der Woiwodschaft Westpommern in Polen. Sie gehört zur Gmina Tychowo (Gemeinde Groß Tychow) im Powiat Białogardzki (Belgarder Kreis).
Die Ortschaft liegt etwa 20 Kilometer südöstlich der Kreisstadt Białogard (Belgard), etwa 2 Kilometer südlich der Woiwodschaftsstraße 169.
Kommunalpolitisch und kirchlich ist Radzewo wie vor 1945 Louisenhof nach Tychowo orientiert. Es gehörte bis 1945 zum Landkreis Belgard (Persante) und zum Kirchenkreis Belgard der evangelischen Kirche der Altpreußischen Union und ist heute dem Powiat Białogardzki der Woiwodschaft Westpommern (von 1975 bis 1998 der Woiwodschaft Köslin) und der Diözese Pommern-Großpolen der polnischen Evangelisch-Augsburgischen Kirche zugeordnet.